# Leonie Pankratz
Leonie Pankratz, née le 25 janvier 1990 à Giessen, est une footballeuse allemande évoluant au poste de défenseure.

## Biographie

### Carrière en club
Leonie Pankratz passe la quasi-totalité de sa carrière senior au club TSG 1899 Hoffenheim, en deuxième division de 2010 à 2012, puis en première division de 2013 à 2020. Entre-temps, elle joue en 2013 au Boavista FC à Porto et remporte la Coupe du Portugal. Elle effectue également un prêt en Islande en 2016 au ÍB Vestmannaeyja.
En juillet 2020, elle rejoint le Montpellier HSC, en France. 

### Carrière internationale
Leonie Pankratz a joué en sélection nationale des moins de 17 ans de 2006 à 2007.

## Palmarès
Boavista Porto
- Coupe du Portugal (1)
  - Vainqueur en 2013

## Statistiques
| Saison                | Club                    | Championnat           | Championnat | Championnat | Coupe(s) nationale(s) | Coupe(s) nationale(s) | Total | Total |
| Saison                | Club                    | Division              | M.          | B.          | M.                    | B.                    | M.    | B.    |
| 2010-2011             | TSG 1899 Hoffenheim     | 2. Frauen-Bundesliga  | 21          | 2           | 3                     | 0                     | 24    | 2     |
| 2011-2012             | TSG 1899 Hoffenheim     | 2. Frauen-Bundesliga  | 17          | 0           | 2                     | 0                     | 19    | 0     |
| 2012-2013             | TSG 1899 Hoffenheim     | 2. Frauen-Bundesliga  | 10          | 1           | 4                     | 0                     | 14    | 1     |
| Sous-total            | Sous-total              | Sous-total            | 48          | 3           | 6                     | 0                     | 54    | 3     |
| 2013-2014             | TSG 1899 Hoffenheim     | Frauen-Bundesliga     | 22          | 2           | 2                     | 0                     | 24    | 2     |
| 2014-2015             | TSG 1899 Hoffenheim     | Frauen-Bundesliga     | 20          | 1           | 2                     | 2                     | 22    | 3     |
| 2015-2016             | TSG 1899 Hoffenheim     | Frauen-Bundesliga     | 12          | 1           | 0                     | 0                     | 12    | 1     |
| Sous-total            | Sous-total              | Sous-total            | 54          | 4           | 2                     | 0                     | 56    | 4     |
| 2015-2016             | TSG 1899 Hoffenheim B   | 2. Frauen-Bundesliga  | 2           | 0           | -                     | -                     | 2     | 0     |
| Sous-total            | Sous-total              | Sous-total            | 2           | 0           | -                     | -                     | 2     | 0     |
| 2016                  | ÍB Vestmannaeyja (prêt) | Úrvalsdeild kvenna    | 9           | 1           | 3                     | 0                     | 12    | 1     |
| Sous-total            | Sous-total              | Sous-total            | 9           | 1           | 3                     | 0                     | 12    | 1     |
| 2016-2017             | TSG 1899 Hoffenheim     | Frauen-Bundesliga     | 22          | 3           | 2                     | 0                     | 24    | 3     |
| 2017-2018             | TSG 1899 Hoffenheim     | Frauen-Bundesliga     | 19          | 0           | 1                     | 0                     | 20    | 0     |
| 2018-2019             | TSG 1899 Hoffenheim     | Frauen-Bundesliga     | 20          | 2           | 3                     | 0                     | 23    | 2     |
| 2019-2020             | TSG 1899 Hoffenheim     | Frauen-Bundesliga     | 20          | 2           | 3                     | 0                     | 23    | 2     |
| Sous-total            | Sous-total              | Sous-total            | 81          | 7           | 9                     | 0                     | 90    | 7     |
| Total sur la carrière | Total sur la carrière   | Total sur la carrière | 60          | 6           |                       |                       | 60    | 6     |